# Teusaquillo
Teusaquillo är en del av en befolkad plats i Colombia.   Den ligger i departementet Bogotá, i den centrala delen av landet, i huvudstaden Bogotá. Teusaquillo ligger 2 572 meter över havet och antalet invånare är 138 993.
Terrängen runt Teusaquillo är varierad. Runt Teusaquillo är det mycket tätbefolkat, med 4 188 invånare per kvadratkilometer. Närmaste större samhälle är Bogotá, 3,1 km sydväst om Teusaquillo. Runt Teusaquillo är det i huvudsak tätbebyggt.